# 스타 (1952년 영화)
스타(The Star)는 미국에서 제작된 스튜어트 하이슬러 감독의 1952년 영화이다. 데이빗 엘퍼트 등이 주연으로 출연하였고 버트 E. 프리들롭 등이 제작에 참여하였다.

## 출연

### 주연
- 데이빗 엘퍼트
- 워너 앤더슨
- 페이 베이커

### 조연
- 베티 데이비스
- 폴 프리즈
- 스테링 하이든
- 바바라 로렌스
- 케이 리엘
- 준 트래비스
- 캐서린 워렌
- 마이너 왓슨
- 나탈리 우드

## 제작진
- 미술: 보리스 레벤
- 의상: 오리 켈리